# Macroclinium doderoi
Macroclinium doderoi là một loài thực vật có hoa trong họ Lan. Loài này được Mora-Ret. & Pupulin mô tả khoa học đầu tiên năm 1997.